# Callispa bipartita
Callispa bipartita là một loài bọ cánh cứng trong họ Chrysomelidae. Loài này được Kung & Yu miêu tả khoa học năm 1961.